# Distillerie
 (novembre 2013).
Si vous disposez d'ouvrages ou d'articles de référence ou si vous connaissez des sites web de qualité traitant du thème abordé ici, merci de compléter l'article en donnant les références utiles à sa vérifiabilité et en les liant à la section « Notes et références ».

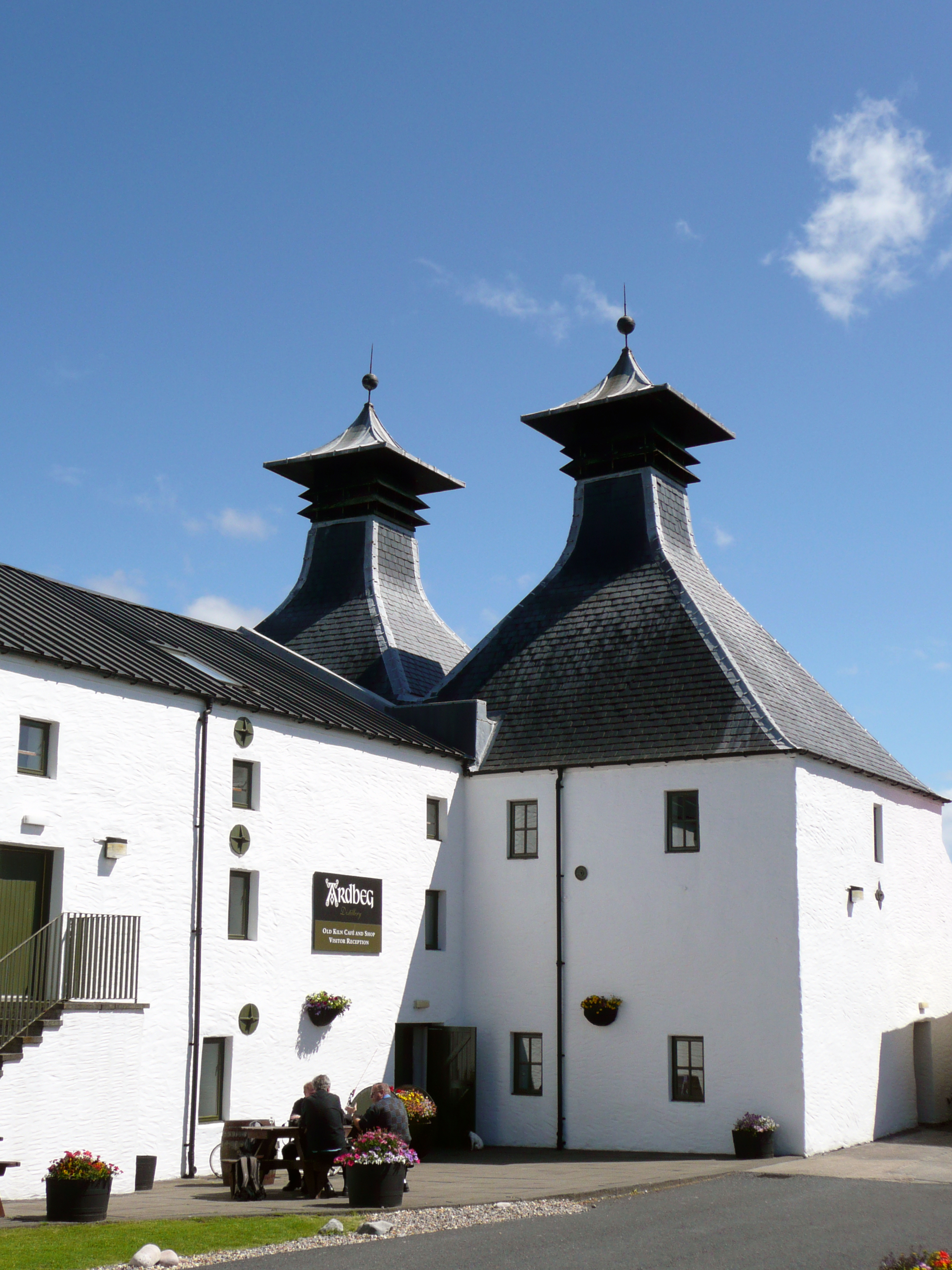
La distillerie de whisky Ardbeg.

Une distillerie est un lieu de fabrication de produits obtenus par distillation, essentiellement des eaux-de-vie et des parfums. 
Les distilleries sont divisées en distilleries agricoles et industrielles, qui diffèrent par les quantités d’alcool produites (les distilleries industrielles produisent beaucoup plus que les distilleries agricoles). Le produit fini contient environ 90 % d’alcool éthylique. Un sous-produit est une décoction de distillerie. Une distillerie agricole de taille moyenne est capable de produire environ 2 millions de litres de spiritueux par an, une distillerie industrielle au moins dix fois plus. Les distilleries produisent deux types d’alcool, l’alimentaire et l’industriel.

## Histoire

### Antiquité
L'histoire des distilleries commence dans l'antiquité, commençant par la distillation des huiles aromatiques pour la parfumerie. C'est à cette époque que furent créés les premiers alambics connus, le type le plus ancien qui nous soit parvenu datant de 3500 av. J.-C. et provenant du site mésopotamien de Tepe Gawra au Nord de l'Irak.

### Moyen Âge
Plus tard, au Moyen Âge, à partir du XVe siècle, se développa la distillation de l'eau de vie, alcool de consommation. 

## Types de distilleries

### Secteur agroalimentaire

#### Distillerie de whisky
Les distilleries de whisky sont présentes dans le monde entier, elles se concentrent principalement dans des pays tels que l'Écosse, l'Irlande, les États-Unis et le Japon. Voici quelques exemples de distilleries notables dans chacun de ces pays :
1. Écosse : L'Écosse est considérée comme le berceau du whisky et compte plus de 130 distilleries en activité. Parmi les plus célèbres, on trouve :
  - Glenfiddich : Fondée en 1887, c'est l'une des distilleries les plus connues et les plus visitées.
  - The Macallan : Cette distillerie produit des whiskies de qualité supérieure, souvent utilisés pour le vieillissement en fûts de chêne.
  - Ardbeg : Située sur l'île d'Islay, elle est réputée pour ses whiskies tourbés et fumés.
2. Irlande : L'Irlande possède une riche histoire de production de whisky, avec des marques emblématiques telles que :
  - Jameson : Fondée en 1780, c'est l'une des plus anciennes et des plus célèbres distilleries irlandaises.
  - Bushmills : Située en Irlande du Nord, cette distillerie est la plus ancienne de l'île, ayant reçu sa licence en 1608.
  - Teeling : Fondée en 2015, cette distillerie incarne le renouveau du whisky irlandais.
3. États-Unis : Le whisky américain, souvent appelé bourbon, est principalement produit dans le Kentucky. Voici quelques distilleries notables :
  - Jim Beam : L'une des plus grandes distilleries de bourbon au monde, avec une histoire remontant à 1795.
  - Maker's Mark : Cette distillerie est célèbre pour son bourbon haut de gamme et son emblématique bouteille recouverte de cire rouge.
  - Buffalo Trace : Fondée en 1787, cette distillerie produit une variété de whiskies, dont certains sont très recherchés par les collectionneurs.
4. Japon : Le whisky japonais a gagné en popularité ces dernières années, avec des distilleries telles que :
  - Suntory : Fondée en 1923, Suntory possède plusieurs distilleries, dont Yamazaki, Hakushu et Hibiki.
  - Nikka : Cette entreprise possède deux distilleries principales, Yoichi et Miyagikyo, et produit des whiskies de grande qualité.
  - Chichibu : Fondée en 2008, cette distillerie est l'une des plus récentes et des plus prometteuses du Japon.

### Industrie chimique et pétrochimique
Dans l'industrie pétrochimique on parlera plutôt de raffinerie pratiquant la distillation du pétrole au lieu de distillerie. 
Le plus gros de l’alcool agricole produit dans le monde est le bioéthanol et le biocarburant.

## Alambic

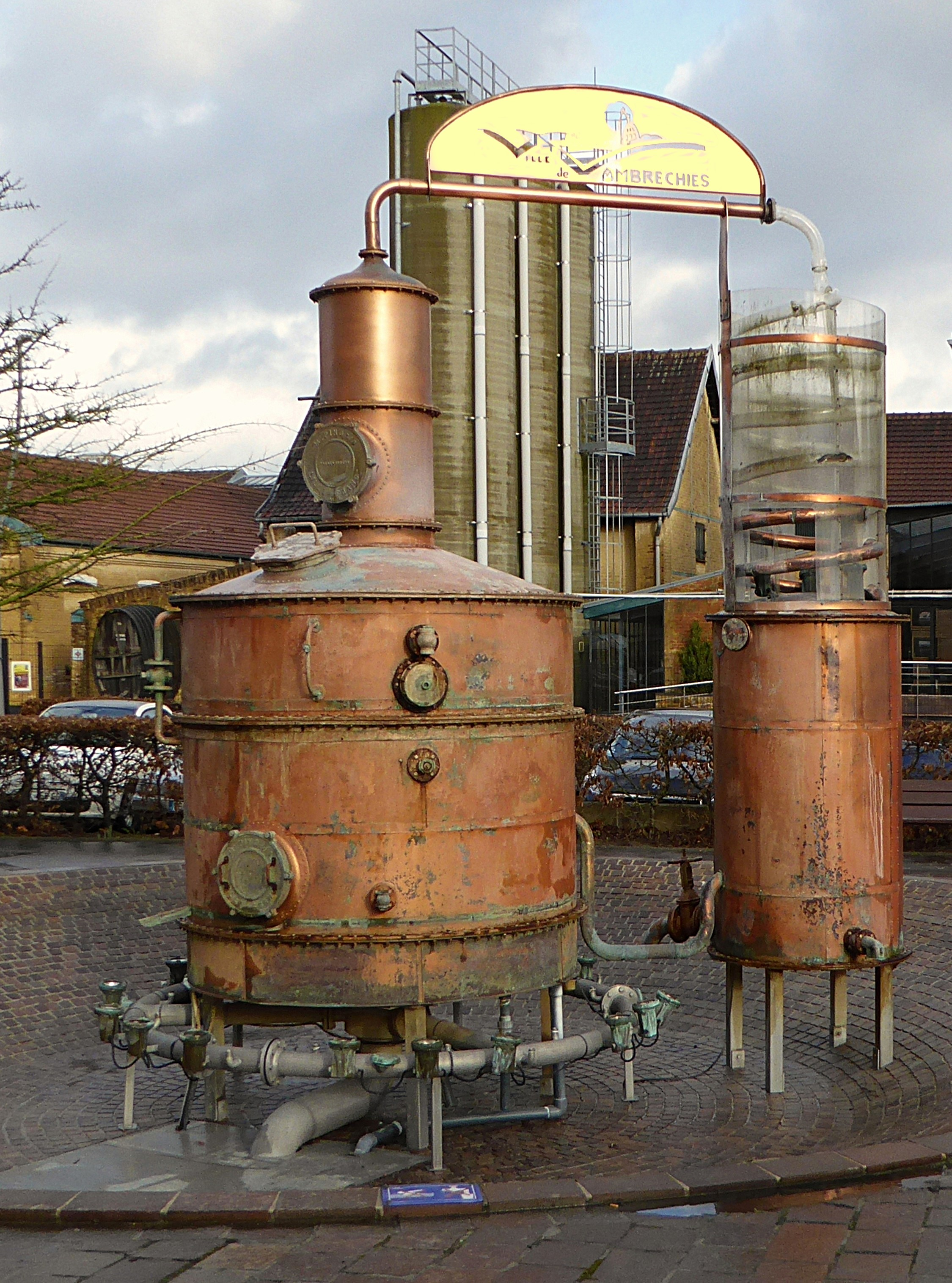
Condenseur du vieil alambic de la distillerie de genièvre "Claeyssens" de Wambrechies (Nord-France).
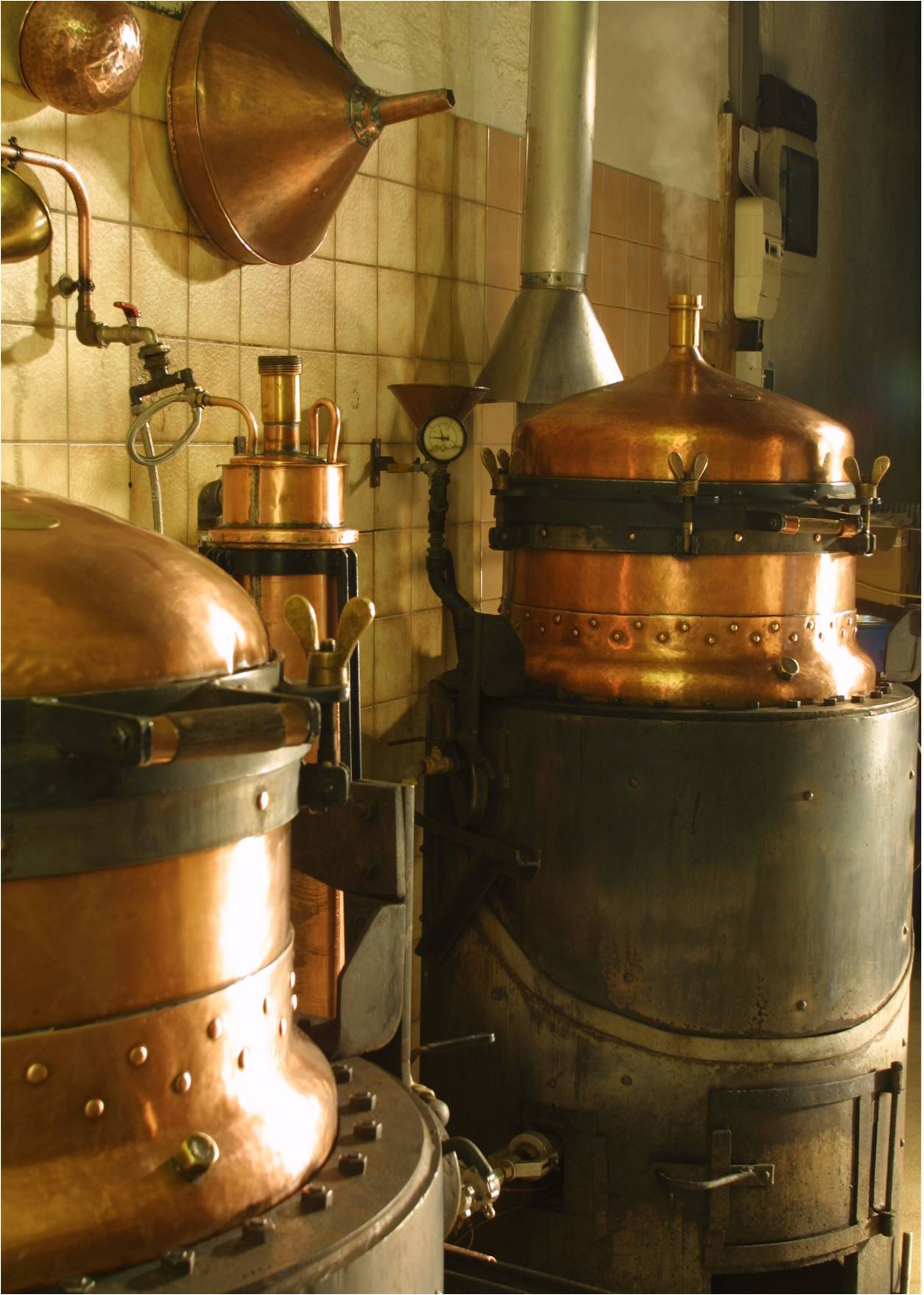
Les alambics de la distillerie Metté, à Ribeauvillé en Alsace.
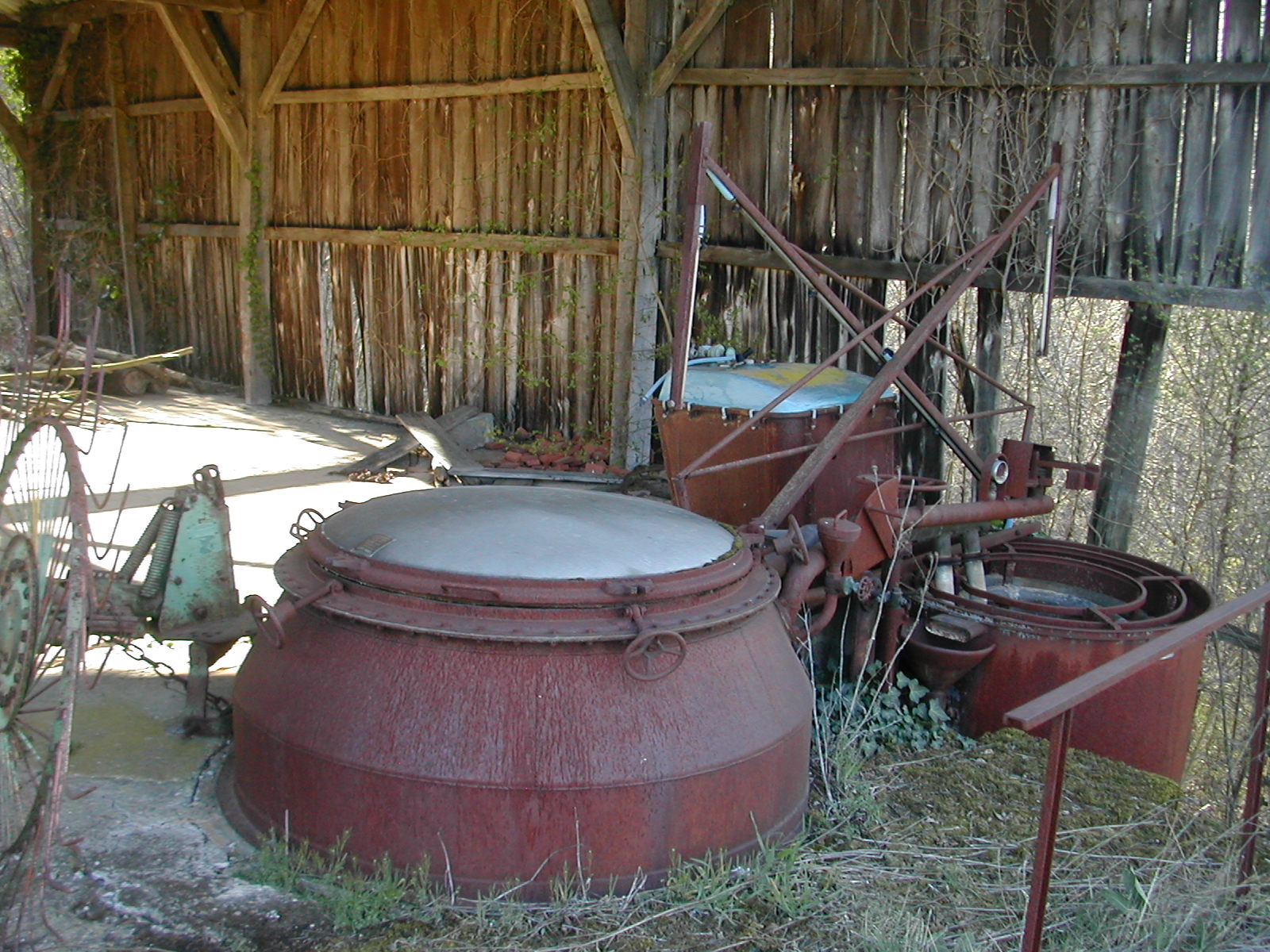
Alambic à lavande à Payrac.

## Droit
Les distilleries sont réglementées dans tous les pays du monde.
Les distilleries illégales, qui ne paient pas d’impôts, sont appelées distilleries clandestines et leur exploitation est poursuivie en tant qu’évasion fiscale. 